# Старое Мелково
Ста́рое Ме́лково — деревня в Конаковском районе Тверской области России, административный центр Старомелковского сельского поселения.
Расположена на федеральной автодороге «Москва — Санкт-Петербург», на правом берегу реки Волги (Иваньковского водохранилища). От границы города Твери — 26 км, до райцентра Конаково — 35 км. В 9 км к западу — посёлок и станция Редкино, на противоположном берегу Волги — село Едимоново.
Деревня состоит из трёх частей. От старого села остались два участка вдоль шоссе — на севере (ул. Заречная) и на другой стороне залива водохранилища (ул. Ленинградская). Залив образовался на месте прежнего ручья, и до затопления здесь вдоль шоссе стояли дома. По берегу Волги в направлении к деревне Слобода находится вторая часть деревни. В последнее время эта часть интенсивно застраивается особняками и застройка дошла до Слободы. Третья часть находится к западу от шоссе, это административный центр, посёлок зверосовхоза с многоквартирными домами.
Население по переписи 2002 года — 1308 человек, 587 мужчин, 721 женщин.

## История
Деревня Старое Мелково ранее известно как село Мелково и впервые упоминается в 1546 году.
В Списке населенных мест Тверской губернии 1859 года значится владельческое село Мелково, 78 дворов, 622 жителя. В середине XIX-начале XX века село центр прихода Городенской волости Тверского уезда, в 1886 году — 106 дворов, 538 жителей, земская школа, кузница, трактир, мануфактурная и 2 мелочных лавки; промыслы отхожие: столяры, сапожники, слесари, хлебопеки, прислуга. В 1919 году в селе 98 дворов, 516 жителей, в 1919—1925 годах — центр Мелковского сельсовета Городенской волости Тверского уезда. В 1931 создан колхоз «Северная Искра». В 1940 году село центр сельсовета Завидовского района Калининской области.
После возникновения посёлка Новомелково (2 км по шоссе), в названии появилась приставка Старое и село стало числиться деревней.
Во время Великой Отечественной войны, деревня захвачена фашистами в ноябре 1941 года, освобождена 12 декабря 1941 года воинами 46-я кавдивизии 30-й Армии Калининского фронта.
В 1966 году был организован зверосовхоз «Мелковский». Сначала здесь выращивали только норок, затем завезли вуалевых песцов. К 1985 году в зверосовхозе трудилось уже 700 человек, а мелковские меха были известны всему Союзу. Неоднократно коллектив «Мелковского» был награждён дипломами ВДНХ. Совхоз строил жильё и объекты соцкультбыта в деревне.
В 1997 году количество хозяйств (квартир) — 541, население — 1493 жителей.

## Население
| 1859 | 1886 | 1919 | 1997  | 2002  | 2010  |
| ---- | ---- | ---- | ----- | ----- | ----- |
| 622  | ↘538 | ↘516 | ↗1493 | ↘1308 | ↘1176 |

## Инфраструктура
- МОУ основная образовательная школа д. Старое Мелково
- МДОУ Детский сад № 1 д. Старое Мелково
- МУ «Старомелковский сельский Дом культуры»
- МУ «Старомелковская сельская библиотека»
- МУЗ «Мелковская сельская амбулатория»
- отделение ФГУП «Почта России»
- МУП «Коммунальное хозяйство Старомелково»
- ОАО «Зверохозяйство Мелковское»
- ООО «Старое Мелково» (меховые изделия)

## Известные люди
В селе Мелково родился Герой Советского Союза, лётчик дальней авиации, Павел Михайлович Архаров (1909—2003).

## Достопримечательности
- Братская могила воинов, павших в Великой Отечественной войне.